# Eulepidotis anna
Eulepidotis anna är en fjärilsart som beskrevs av Dyar 1914. Eulepidotis anna ingår i släktet Eulepidotis och familjen nattflyn. Inga underarter finns listade i Catalogue of Life.